# Саша Грей
Са́ша Грей (англ. Sasha Grey, настоящее имя — Мари́на Энн Хэ́нцис (англ. Marina Ann Hantzis); род. 14 марта 1988, округ Сакраменто, Калифорния, США) — бывшая американская порноактриса, известная также своим творчеством в сфере кинематографа, моды и музыки. Бывшая участница музыкальной группы aTelecine, играющей электро-индастриал.
В 18 лет Саша переехала в Лос-Анджелес и в скором времени стала сниматься в порнофильмах. В 2007, 2008 и 2010 годах она выиграла несколько номинаций премии AVN Awards, а также была названа «Лучшей старлеткой» в 2007 году по версии XRCO. В 2023 году была включена в зал славы XRCO и AVN. Параллельно с работой в порноиндустрии Саша Грей снимается как модель. В 2009 году увидела свет картина «Девушка по вызову» режиссёра Стивена Содерберга, где Грей сыграла главную роль.
8 апреля 2011 года на своей странице в Facebook Саша Грей объявила о том, что прекращает сниматься в порно.

## Биография
Марина Энн Хэнцис родилась 14 марта 1988 года в округе Сакраменто (штат Калифорния), в семье механика греко-американского происхождения. Имеет греческие, ирландские, английские и польские корни. Родители девочки развелись, когда ей было 5 лет; в дальнейшем её воспитывала мать, которая вступила в повторный брак в 2000 году. Новая семья переехала на Юг США. В школе Марина недолгое время ходила в театральный кружок. Девушка не ладила с отчимом и, когда ей исполнилось 16 лет, сообщила матери, что собирается покинуть дом, но этого не произошло: мать забрала её вместе с остальными детьми и вернулась с ними в Сакраменто. Марина посещала четыре разные школы и получила среднее образование в мае 2005 года.
Осенью того же года она поступила в неполный колледж (с сокращённым двухгодичным курсом обучения), где посещала занятия по кинематографу, танцам и актёрскому искусству. В марте 2006 года она работала в закусочной, где накопила 7000 долларов на поездку в Лос-Анджелес.

### Карьера в порнофильмах
В апреле 2006 года Марина приехала в Лос-Анджелес с твёрдым намерением сделать карьеру порноактрисы. Позже свою полную уверенность в выборе профессии девушка объясняла тем, что с юных лет проявляла стойкий интерес к сексуальности и порнографии (в одиннадцатилетнем возрасте в 1999 году она стала смотреть порно), однако со временем разочаровалась в ассортименте продукции, которую был способен предложить порно-рынок: «Большинство фильмов категории XXX я нахожу скучными и не возбуждающими — ни физически, ни визуально. Я хочу стать той, кто удовлетворит фантазии каждого». Через интернет она познакомилась с антрепренёром Марком Спиглером, который согласился представлять её интересы. Первоначально она выбрала псевдоним Анна Карина по имени известной французской актрисы, но агент посоветовал ей сменить его. В качестве нового сценического псевдонима актриса взяла имя Саша в честь Саши Конецко, вокалиста группы KMFDM, а фамилию Грей — в честь шкалы сексуальной ориентации, созданной американским биологом Альфредом Кинси, которая выражается оттенками серого (англ. grey) цвета. По другой версии, псевдоним Грей был взят в честь персонажа романа Оскара Уайльда «Портрет Дориана Грея»: «…выбрала она его благодаря ненасытному стремлению Дориана к получению удовольствий, а серый — цвет облаков — это слово, напоминающее занавес, тайну, дистанцию».

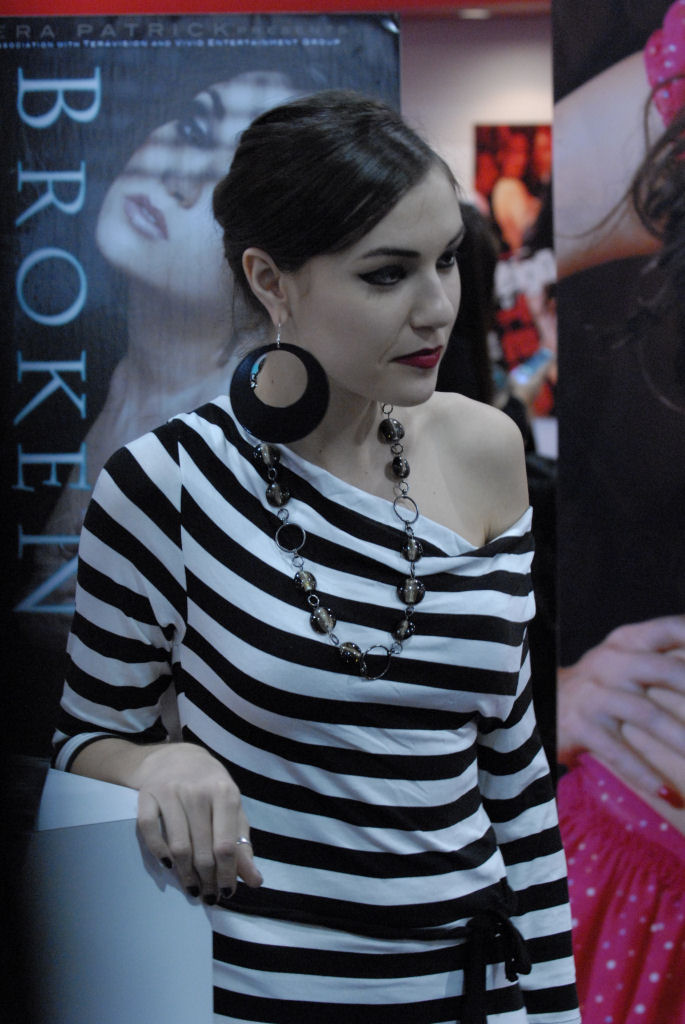
Грей в 2008 году

Когда одна из актрис Спиглера из-за болезни отказалась от съёмок в фильме Джона Стальяно The Fashionistas 2, на её место была приглашена Саша Грей. Её первой сценой в порнофильме стала оргия с Рокко Сиффреди. Позже в своих интервью Саша признавалась, что о первом фильме у неё остались очень хорошие воспоминания, хотя она и не помнит, в каком порядке были мужчины: «Твои мысли где-то далеко отсюда, всё под контролем, но ты где-то потеряна. Это прекрасные ощущения, обожаю их». Как рассказывал сам Рокко Сиффреди, он был ошарашен просьбой Саши ударить её ногой по животу во время съёмок сцены минета «для остроты ощущений». Саша Грей не раз заявляла в своих интервью, что очень любит, когда её слегка душат, бьют, шлёпают, дёргают за волосы: «…мне это просто нравится, вы знаете…». Она утверждает, что испытывает оргазм примерно в 75 % сцен, в которых снимается. Спустя всего лишь шесть недель после дебюта она уже находила приятным играть роль эксгибиционистки. «Мне нравится то чувство, которое я испытываю, находясь перед камерой, когда кто-нибудь наблюдает, как я занимаюсь сексом», — признавалась она.
За два с половиной месяца после своего восемнадцатилетия Саша снялась в 33 фильмах adult-индустрии. Журналист Los Angeles Magazine так описывает ежедневную подготовку актрисы к съёмкам: «Каждую ночь перед съёмками она убирала к себе в сумочку различные клизмы, насадку для душа, дистиллированную воду, лубрикант, фаллоимитатор, мочалку, дезинфицирующее средство, жидкость для полоскания рта, зубную щётку, пасту, гель для душа, гигиенический гель для рук, расчёску, лосьон и жевательную резинку Orbit. Если планировалась анальная сцена, Саша съедала лёгкий обед, сопровождаемый клизмой».
Люди почему-то считают меня жертвой — но это не так. Я всё делаю осознанно и добровольно. Я не принимаю наркотики. Мне нравится моя работа. Я готова принять те возможности и вызовы судьбы, которые у меня есть как у женщины, порнозвезды и артиста.
Спустя почти шесть месяцев с того момента, как Саша Грей начала карьеру актрисы в фильмах для взрослых, ей пророчили большое будущее в индустрии и называли новой Дженной Джеймсон. По прошествии чуть менее года после того, как она начала сниматься, Саша Грей получила награды в номинациях «Лучшая сцена секса втроём» и «Лучшая сцена группового секса — видео» на церемонии AVN Adult Movie Awards. В том же году она была номинирована на «Best New Starlet», но проиграла Наоми Рассел. В июле 2007 года журнал Penthouse присвоил Саше Грей звание «Киска месяца» (англ. Pet of the Month); по этому случаю известный фотограф Терри Ричардсон провёл фотосессию с Сашей. В 2008 году Саша стала самой молодой исполнительницей, получившей награду AVN «Female Performer of the Year», в том же году она получила награду «Best Oral Sex Scene». В 2010 году она получила награды в номинациях «Best Anal Sex Scene», «Best Oral Sex Scene» и «The Jenna Jameson Crossover Star of the Year».

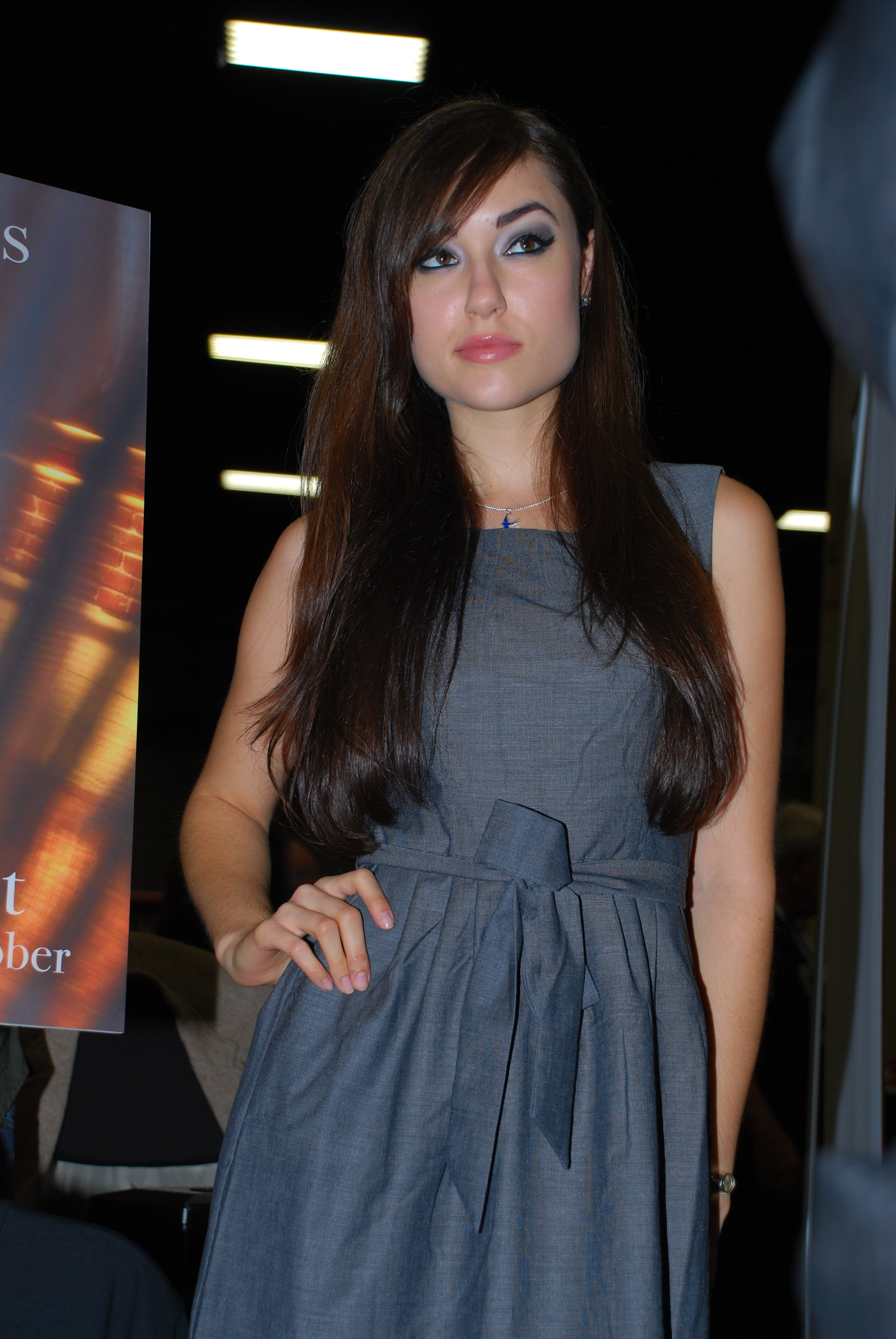
Грей в 2009 году

В феврале 2007 года Саша появилась на шоу Тайры Бэнкс, посвящённом участию подростков в порноиндустрии. Сама актриса осталась крайне недовольна окончательной версией шоу (сильно отредактированной), где она представала перед публикой в виде жертвы.
В номере журнала Rolling Stone за декабрь 2008 года Саша Грей попала в список «Hot Issue» как «Hot Pornstar». В марте 2008 года Грей объявила о создании агентства LA Factory Girls, которое будет представлять её собственные интересы в бизнесе, а также помогать начинающим актрисам.
По состоянию на декабрь 2010 года Саша Грей снялась почти в трёх сотнях фильмов, в которых, кроме прочего, были лесбийские сцены (в том числе с использованием страпонов), БДСМ, групповой секс, мастурбация, сквиртинг и «золотой дождь». По мнению Грей, софткор (лёгкое порно) предназначен только для «домохозяек, которые сидят на валиуме». «Она может быстро перечислить все свои табу, — писала журналистка Rolling Stone, — имитация изнасилования, эякуляция в вагину, шлёпание по грудям, пальцы мужчин-порноактёров, экскременты, животные, дети — это значит, что всё остальное в целом приемлемо». Энтони Скотт, ведущий кинокритик газеты The New York Times, назвал её карьеру в порно «примечательной как экстремальностью того, что она делает, так и необычной степенью интеллектуальной серьёзности, с которой она это делает».
В 2009 году в интервью журналу Rolling Stone Саша утверждала, что в её жизни было всего лишь шесть мужчин, тогда как в фильмах она имела контакт с 60 партнёрами.
8 апреля 2011 года на своей страничке в социальной сети Facebook Саша Грей объявила об окончании карьеры порнозвезды:

Стало совершенно очевидно, что моё время в фильмах adult-индустрии как актрисы подошло к концу. Но не беспокойтесь, мне не являлся Иисус. Пока могу одно сказать наверняка: я горжусь, что у меня нет никаких сожалений о том, что было. Я действительно чувствую, что как исполнительница я сказала всё, что могла. За это время я поработала с лучшими профессионалами в adult-индустрии и всегда буду дорожить теми отношениями и дружбой, которые у нас сложились за время работы.

Просто сейчас, пока я всё ещё на вершине успеха, для меня превосходное время двинуться дальше. Жизнь иногда ведёт нас теми путями и дорогами, которые мы не могли себе даже представить.— Саша Грей

### Карьера модели

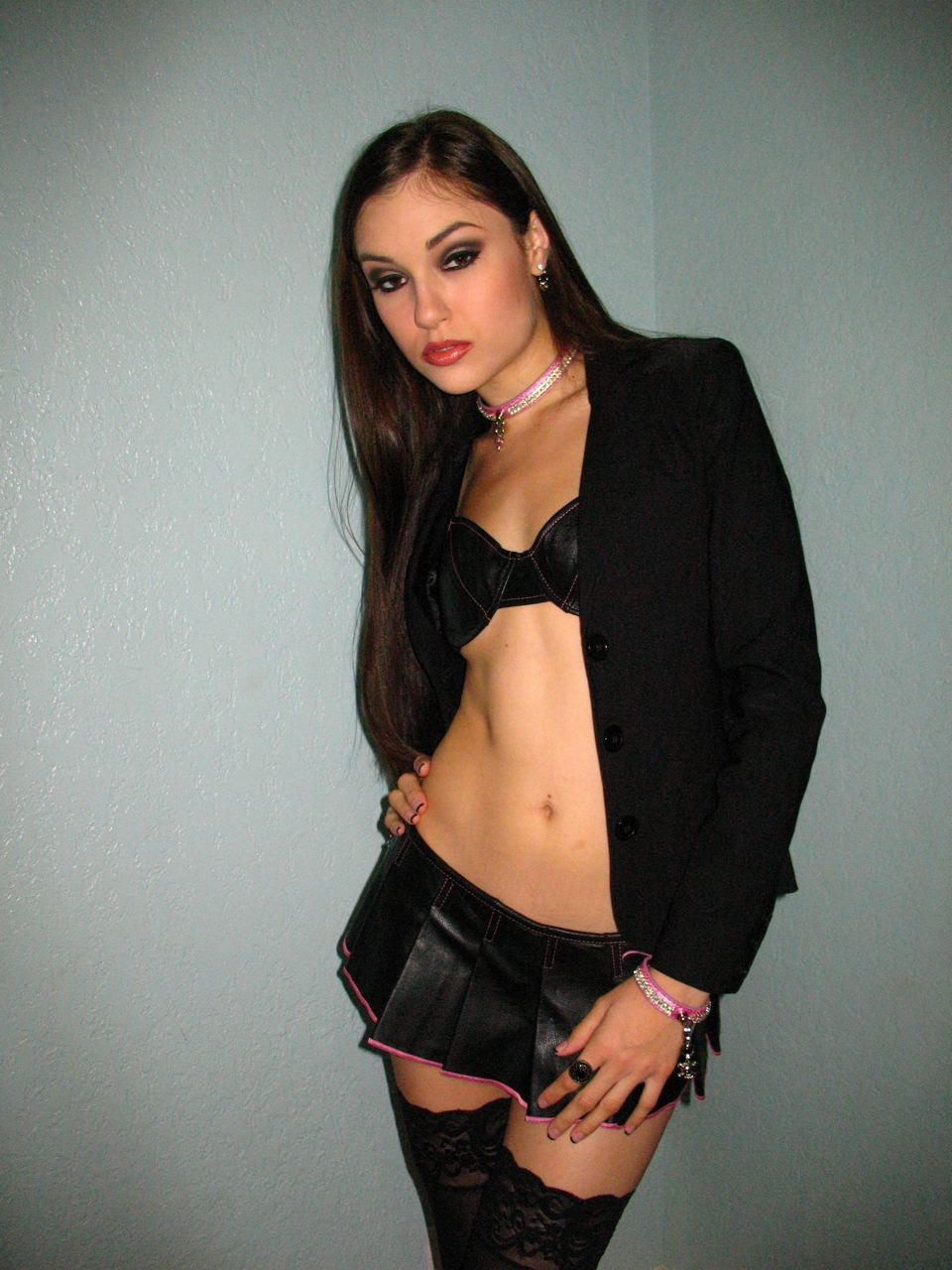
Грей в качестве модели

Карьеру модели Саша Грей начала с сотрудничества с группой The Smashing Pumpkins, сфотографировавшись для обложки альбома Zeitgeist (2007), а позже появившись в их клипе на композицию «Superchrist». Также Саша снялась в клипе «Birthday Girl» группы The Roots.
Позже Сашу пригласил для работы моделью французский модельер Макс Азриа. Кроме того, Саша выступила в качестве модели для международной рекламной кампании итальянского бренда обуви Forfex и American Apparel. Саша также была моделью в разделе антимоды Ричарда Керна в журнале Vice и появилась в трёхчасовой программе «Shot by Kern». Так же Грей сотрудничала с Lovecat, Exit, Interview Germany, Max и Fault.
В январе 2010 года Грей снялась в рекламе компании PETA. Рекламный плакат с её участием призывал стерилизовать домашних животных в целях контроля их рождаемости.
В октябре 2010 года Грей появилась на обложке американского издания Playboy. Фотосессию выполнил один из самых известных фотографов журнала — Стивен Вайда.
В интервью Allure в 2018 году Грей сказала, что её стиль «определенно вдохновлен панком, определённо антиэстетичен и я определённо выросла из этого, потому что я старше».

### Актёрская карьера
Саша Грей появилась в эпизодической роли в пародийном сериале «Порно для всей семьи» с Джеймсом Ганом. Также в 2009 году Саша снялась в малобюджетном комедийном фильме ужасов «Кровавый монтаж» (Smash Cut; другое название — «Глубокий порез») компании Zed Filmworks. Фильм рассказывает историю сумасшедшего режиссёра, который, пытаясь снять идеальный фильм ужасов, убивал людей, чтобы использовать их органы и кровь в своём кино. Саша Грей играет роль репортёра, который расследует дело о пропаже людей и подозревает режиссёра. Премьера фильма состоялась 18 июля 2009 года в Монреале на фестивале Fantasia.
Саша сыграла роль самой себя в седьмом сезоне сериала «Красавцы», который транслировался на кабельном канале HBO. По сюжету она стала новой подружкой Винса Чейза. Создатель сериала «Красавцы» Даг Эллин признавал, что выбрал Грей, чтобы в некотором роде воссоздать отношения, в которых в 1990-е годы состояли известный актёр Чарли Шин и порнозвезда Джинджер Линн.
В конце лета 2010 года появилась информация, что режиссёр Марк Пеллингтон начал работу над своим новым фильмом «Я устал от тебя» (англ. I Melt With You). Это малобюджетный проект, одну из главных ролей в котором сыграла Саша Грей. Съёмки фильма начались ещё в первой половине августа 2010 года и проходили в Северной Калифорнии, помимо Саши, в главных ролях снялись такие актёры, как Карла Гуджино, Томас Джейн и Роб Лоу. Фильм примечателен также тем, что он полностью снят на фотоаппарат Canon EOS 5D Mark II. Премьера фильма состоялась на фестивале Sundance в январе 2011 года.
28 апреля 2011 года в Индонезии вышел фильм «Труп в белом саване дрожит, но продолжает принимать ванну», английское название которого Shrouded Corpse Bathing While Hip-Shaking с участием Саши Грей в одной из главных ролей. Хотя фильм и индонезийского производства, Саша будет говорить по-английски. Фильм производства компании K2K Production, специализирующейся на фильмах ужасов и трэше. До этого компания приобрела известность только за счёт того, что в двух её фильмах снялись известные порноактрисы Тера Патрик и Мария Одзава.
В 2009 году Саша Грей выступила в роли продюсера фильма «Модус операнди» (Modus Operandi). Главную роль в фильме исполнил Дэнни Трехо. В 2011 году режиссёр этого фильма Фрэнки Латина снял свой второй фильм, главную роль в котором исполнила Саша, с которой он уже успел подружиться пока велась работа над первым фильмом. Новый фильм назывался «Изящная месть» (Skinny Dip) и помимо Грей главные роли исполнили Дэнни Трехо, Пэм Гриер, Майкл Мэдсен и Бригитта Нильсен. Это эксплуатационное кино, снятое в стиле фильмов 1980-х годов. По сюжету главную героиню (Грей) насилуют несколько парней и весь фильм она будет им мстить, тем самым сюжетом напоминая фильм «Я плюю на ваши могилы», снятый в том же жанре в конце 1970-х годов.
10 августа 2011 года сразу на DVD вышел французский малобюджетный фильм «Жизнь» с Сашей Грей в одной из ролей.
Грей озвучивала персонажа Виолу ДеВинтер в компьютерной игре Saints Row: The Third, которая поступила на прилавки 15 ноября 2011 года.

#### «Девушка по вызову»

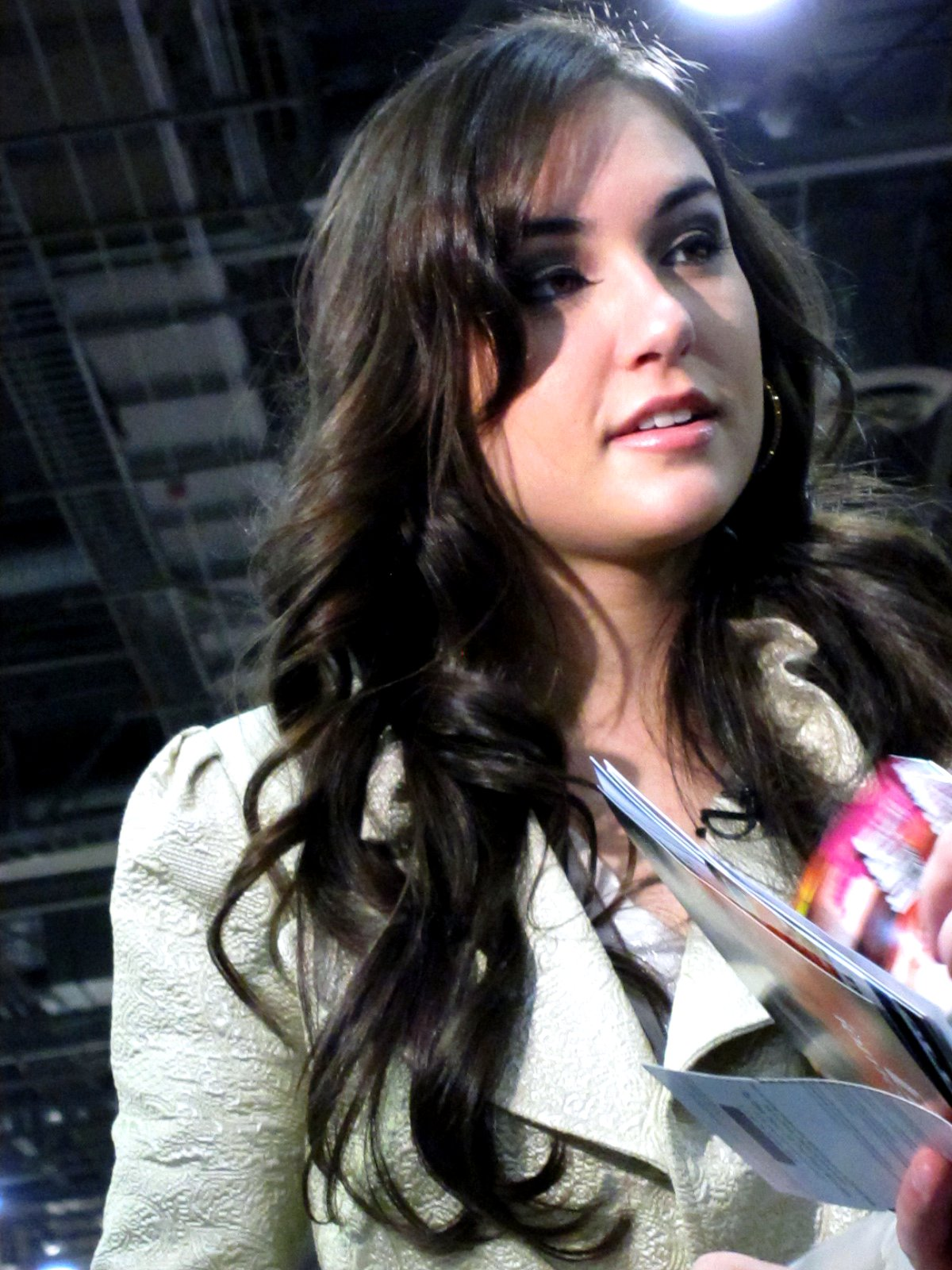
Саша Грей в 2010 году

Саша Грей сыграла главную роль в фильме оскароносного режиссёра Стивена Содерберга «Девушка по вызову». Её героиня — девушка по имени Челси, которая предоставляет эскорт-услуги состоятельным людям. Содерберг взял её на роль после того, как прочитал статью о Саше в журнале Los Angeles, заметив при этом: «Думаю, это в своём роде актриса нового типа. Она не вписывается в стандартное представление о типичной актрисе из мира „взрослого“ кинобизнеса… Я никогда не слышал, чтобы кто-то говорил об этом бизнесе так, как говорит она». Журналист Скотт Маколей предположил, что, возможно, Грей была выбрана на эту роль благодаря своему интересу к независимым режиссёрам, таким, как Жан-Люк Годар, Хармони Корин, Дэвид Гордон Грин, Микеланджело Антониони, Аньес Варда и Уильям Кляйн.
На стадии подготовки к съёмкам Содерберг попросил Сашу посмотреть фильмы Годара «Жить своей жизнью» и «Безумный Пьеро». В фильме «Жить своей жизнью», откуда Грей могла почерпнуть кое-что и для своей роли, поднимаются проблемы проституции, а в «Безумном Пьеро» есть некоторая перекличка с отношениями, которые складываются между Челси, её парнем и клиентами. Грей говорила, что Челси своим характером частично похожа на неё саму.
Роль Саши Грей получила противоречивые отзывы критиков. Оуэн Глейберман (Entertainment Weekly) описал её так: «Настоящая звезда видео для взрослых, она оказывается не натурально играющей актрисой, а настоящей неудовлетворённой ходячей Барби, которая выглядит как Эшли Дюпре с оттенком Деми Мур. Содерберг использует всё это из-за её духовной плоскости».
Кинообозреватель журнала The New Yorker назвал фильм «вялым», поскольку «Саша Грей была настолько погружена в себя, что напрочь забыла об актёрской игре». На страницах The Seattle Times Мойра Макдональд задалась вопросом о том, как отличить плоскую, поверхностную игру неопытного актёра от реалистичного изображения опытным актёром совершенно плоского, обыденного персонажа. «Если такие вопросы возникают, виноват, скорее всего, лицедей», — к такому выводу пришла журналист.
Роджеру Эберту, наоборот, показалось, что «Грей безупречно передала надежду и разочарование, оставаясь в рамках разумного»; особенно он выделил момент, когда внезапно с неё спадает маска и зрителю открываются подлинные чувства её героини.
Джим Хоберман отметил, что из всех порноактрис, подавшихся в «нормальное» кино, Грей первой представила собственное положение в аллегорическом свете; её экранная самоуверенность неотличима от пафоса. «То ли потрёпанный жизнью монстр играет роль смазливой маленькой дешёвки, то ли наоборот — это как если бы один актёр исполнил роли Марлона Брандо и Марии Шнайдер в „Последнем танго в Париже“», — рассуждает Хоберман.
Лучший отзыв Грей получила от сайта Collider.com: «Просто удивительно, Грей будто создана для роли Челси, даже если эта роль не требует больших актёрских способностей, — восторженно заявил критик Пейтон Келлогг (англ. Peyton Kellogg). — Естественно и убедительно, Грей ничем не подтверждает, что она актриса так называемого „низкопробного жанра“, напротив, она довольно органична и могла бы иметь будущее и в обычном кино».
Занимаясь раскруткой фильма в апреле 2009 года, Грей посетила университет Брандейса, где дала интервью блогеру газеты Los Angeles Times, а также ответила на вопросы 300 студентов.
Грей в 2014 году снялась в фильме «Открытые окна». Это испанский триллер 2014 года режиссёра и сценариста Начо Вигалондо, где вместе с ней в мужской роли играл Элайджа Вуд. Фильм снят при помощи скринкастинга, его действие демонстрируется через мониторы компьютеров персонажей.
Странно слышать, что такие, как я, развращают людей, толкая их к насилию. К насилию людей толкает государство.

### Музыкальная карьера
В 2008 году Саша Грей вместе с Пабло Франциском (англ. Pablo St. Francis) основали группу aTelecine, исполняющую музыку в жанре индастриал. Сама Грей описала стиль исполняемой музыки как «экспериментальный психоделический дэз-даб (англ. experimental psychedelic death dub)». Их первый EP назывался «AVigillant Carpark» и был выпущен нью-йоркским лейблом Pendu Sound только на семидюймовых виниловых пластинках. В интервью 2009 года Саша Грей заявляла, что музыканты работают над материалом для полноформатной пластинки. С тех пор в группу пришли два новых участника и было выпущено два LP «...And Six Dark Hours Pass» и «A Cassette Tape Culture», оба в 2010 году. Свой первый альбом The Falcon and the Pod aTelecine выпустили 9 августа 2011 года. В дальнейшем вышли ещё три альбома группы, Sounds That Gods Fear (2012), Entkopplung (2012) и The Origin of the Obsolete Robot (2013). Первый живой концерт aTelecine состоялся 20 октября 2012 года в Кракове на фестивале Unsound. В июле 2013 года Франциск сообщил, что Саша Грей покинула группу.
На сайте Narnack Records Грей указана в качестве приглашенного артиста в альбоме Repentance Ли Перри, хотя сам Перри в интервью 2009 года отрицал её участие.
Также вокал Саши присутствует в альбоме Aleph at Hallucinatory Mountain группы Current 93. Грей также регулярно выступает в качестве диджея в США и Канаде.
В 2011 году Саша Грей снялась в клипе американского рэпера Эминема. Песня называется «Space Bound», на YouTube и Vevo.com клип появился 27 июня.
В 2012 году, в качестве приглашённой вокалистки, Саша Грей приняла участие в записи индастриал-группой Throbbing Gristle (после ухода сооснователя Дженезиса Пи-Орриджа выступавшей под названием X-TG) трибьют-альбома Нико Desertshore. Альбом был выпущен в паре с авторской пластинкой The Final Report и стал последним релизом группы. Помимо Саши Грей, в записи приняли участие приглашённые музыканты Энтони Хигарти, Бликса Баргельд, Марк Алмонд и кинорежиссёр Гаспар Ноэ.
В качестве приглашенной вокалистки в 2015 году Саша Грей приняла участие в записи песни «Fields of Gray» израильской группы Infected Mushroom. Композиция появилась в альбоме Converting Vegetarians II.
В 2016 году Грей внесла свой вклад в альбом Transmission группы Death in Vegas.
С 2010 года Грэй регулярно выступает в качестве диджея и публикует некоторые из своих миксов на SoundCloud.

### Книги

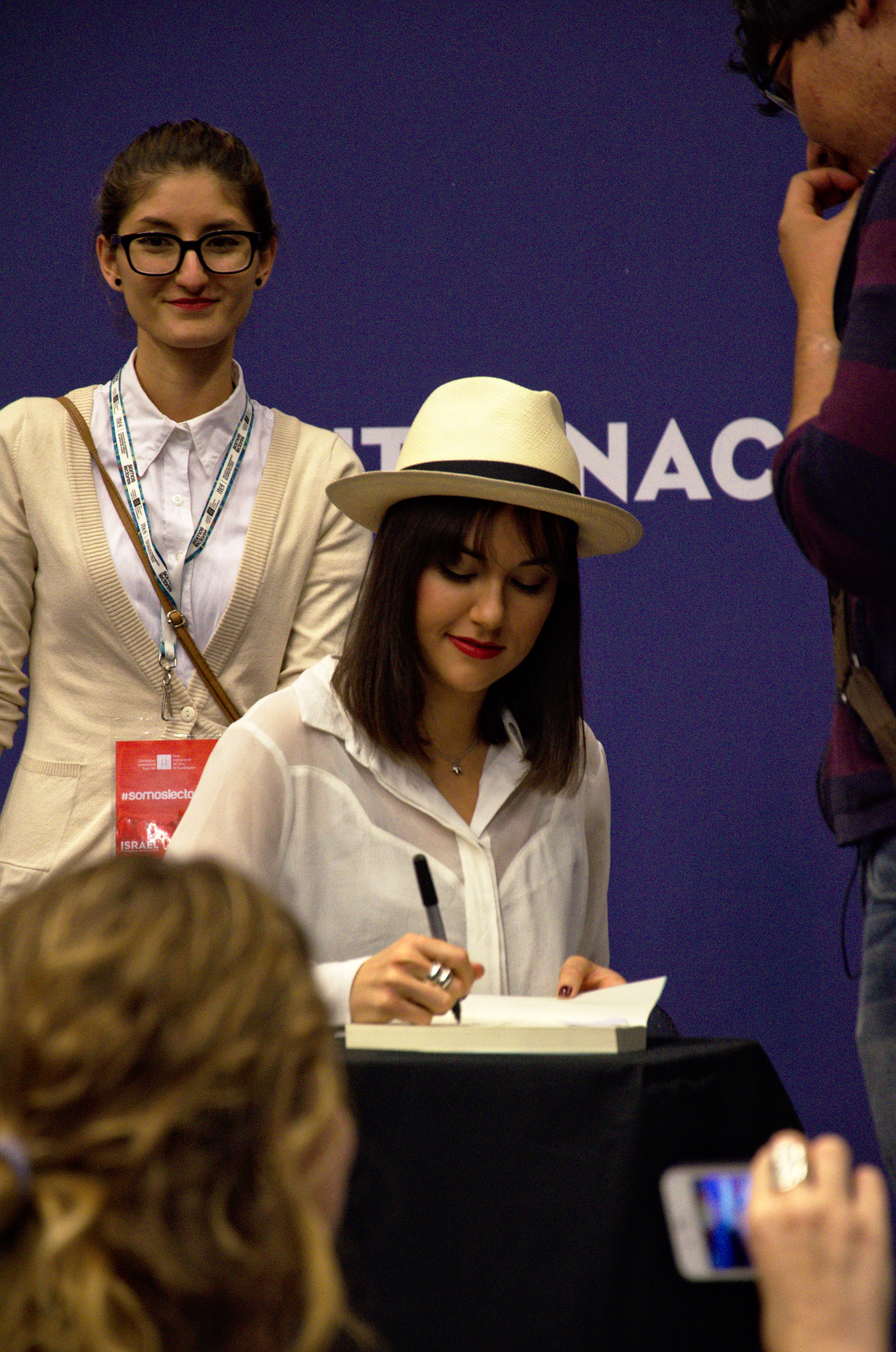
Автограф-сессия Саши Грей на международной книжной ярмарке в Гвадалахаре в 2013 году

29 марта 2011 года Саша Грей выпустила арт-порноальбом «Neu Sex», что можно примерно перевести как «Секс по-новому». Книга состоит из фотосессий актрисы и личных, до этого не публиковавшихся фотографий. Книга выпущена издательством VICE Books.
Существует слишком много фотографий со мной, эстетика которых мне неподвластна. А самостоятельное документирование позволяет уловить момент дня или даже одной секунды. Работая в индустрии развлечений, понимаешь — ни один день не похож на другой, и очень важно обращать внимание на всё, что происходит с тобой.Саша Грей
При помощи фотографий в книге раскрывается период жизни Саши с 18 до 22 лет, когда она была занята в порноиндустрии. «Я позволяла использовать моё тело как холст, как инструмент. Это позволило мне исследовать саму себя», — утверждает бывшая порноактриса.
Вторая книга — эротический роман «Общество Жюльетты» (The Juliette Society) вышла 9 мая 2013. Грей говорила, что «Общество Жюльетты» можно считать немного автобиографическим романом.
В 2016 году вышел второй роман, под названием «The Janus Chamber», а в 2018 завершающий трилогию роман «The Mismade Girl of The Juliette Society». Аллен Фостер писал, что «The Janus Chamber» — это «блестящее литературное произведение», гораздо более сатирическое, чем «Пятьдесят оттенков серого», где «странное чувство юмора Грей проявляется в неявных ссылках на поп-культуру».

## Личная жизнь
Саша Грей идентифицирует себя как экзистенциалистку и бисексуалку. В 2009 году в интервью Rolling Stone Саша заявила, что помолвлена с Йеном Циннамоном, который на тринадцать лет старше неё, однако в августе 2014 она подала в суд на экс-бойфренда. Саша утверждала, что Йен издевался над ней в течение многих лет, наносил побои, а также оказывал на неё давление, принуждая сниматься в порнофильмах. Судья округа Лос-Анджелес встал на сторону Грей. Йену Циннамону запрещено приближаться к ней ближе чем на 200 метров.
Саша Грей участвует в общественной жизни, ратуя за левые и прогрессивные принципы.
Участвовала в записи социального ролика бельгийского национального комитета Equal Pay Day в поддержку равной оплаты женского и мужского труда, где утверждается, что порноиндустрия — едва ли не единственная сфера, где женщины могут заработать больше мужчин. Поддерживала движение «Захвати Уолл-Стрит» и протесты в Турции (2013), солидаризовалась с участницами панк-группы Pussy Riot, высказывалась в пользу введения в США полноценной общенациональной системы здравоохранения. Сожалеет об отсутствии у порноактёров собственного профсоюза («Думаете, они не доживают до пенсии?»).
В мае 2013 года она побывала в России, прибыв во Владивосток, где попыталась повторить трансроссийский автопробег Владимира Путина, который российский премьер совершил в 2010 году: проехать на автомобиле Lada Kalina из Хабаровска до Читы. Однако уже в Хабаровске машина сломалась. Саше Грей пришлось пересесть на самолёт до Иркутска, а затем на автомобиль Volkswagen Polo («Ладу» было решено выставить на интернет-аукцион). По дороге в Москву посетила Екатеринбург, Сочи и Краснодар. 27 мая приняла участие в съёмках телепрограммы «Вечерний Ургант». После Dj-сетов в Новосибирске и Красноярске покинула страну.

## Влияние
В майском интервью 2016 года критик Арт Тавана сравнил Грей с Мадонной, назвав её «вызывающе феминистской» и «романисткой, EDM-диджеем, секс-позитивной феминисткой, гонщицей Формулы-1 или звездой боевиков — неважно, что всё это, главное она нечто большее, чем „бывшая порнозвезда“». В 2009 году Меган О’Рурк написала, что Грей «видит в своей экстравагантности помощь в раскрепощении женской сексуальности», но она назвала персону Грей «умной маркетинговой тактикой». Ванесса Григориадис заявила, что «самое важное в ней — это её влияние на феминизм». В интервью 2011 года журналу Journal Frankfurt Грей заявила, что ей не нравится термин «феминистка», сказав, что она была бы «постмодернистской феминисткой», если бы была таковой.
В честь Саши Грей южнокалифорнийская группа Antagonist назвала одну из песен альбома World In Decline, вышедшего 17 августа 2010 года, «Sasha Grey». Сама песня была выложена в интернет для бесплатного ознакомления 14 июля 2010 года. Также в честь Саши написала песню метал группа Manic Depressive. Группа Manflu выпустила EP, включающий песню с названием «Sasha Grey». Французская рок-группа Noriega написала песню, посвящённую Саше. C таким же названием группа Frantic Clam выпустила песню. На волне популярности Саши Грей образовалась российская эмо-группа Sasha Grey, позже во избежание проблем с правами сменившая название на Sasha Gray. Среди российских групп свою песню порноактрисе посвятила группа Tango Cocaine. В тексте песни «Ашан (письмо Саше Г.)» группы «Операция Пластилин» фигурирует обращение к Саше Грей также в самом названии композиции присутствует её имя. Кроме того группа 2rbina 2rista записала песню «Саша Грей», полностью посвятив её актрисе, а группа «Лигапье» выпустила трек с аналогичным названием, который является кавером на песню «Pretty Fly» группы The Offspring.

## Награды и номинации

### Награды
| Год  | Церемония   | Категория                              | Фильм                                 |
| ---- | ----------- | -------------------------------------- | ------------------------------------- |
| 2007 | AVN Award   | Лучшая сцена триолизма                 | Трахнутые рабыни                      |
| 2007 | AVN Award   | Лучшая групповая сцена — видео         | Fashionistas Safado                   |
| 2007 | AFWG Award  | Лучшая сцена оргии                     | Fashionistas Safado                   |
| 2007 | AFWG Award  | Подростковая мечта года                | Н/Д                                   |
| 2007 | XRCO Awards | Новая старлетка                        | Н/Д                                   |
| 2008 | AVN Award   | Лучшая оральная сцена — видео          | Babysitters                           |
| 2008 | AVN Award   | Лучшая исполнительница года            | Н/Д                                   |
| 2008 | XRCO Awards | Лучшая исполнительница года            | Н/Д                                   |
| 2009 | XRCO Awards | Фаворит основных СМИ для взрослых      | Н/Д                                   |
| 2010 | AVN Award   | Лучшая анальная сцена                  | Anal Cavity Search 6                  |
| 2010 | AVN Award   | Лучшая оральная сцена                  | Глубокая глотка: Поучительная история |
| 2010 | AVN Award   | Кроссовер звезда года                  | Н/Д                                   |
| 2010 | FAME Awards | Лучшая исполнительница орального секса | Н/Д                                   |
| 2010 | XBIZ Awards | Кроссовер-звезда года                  | Н/Д                                   |
| 2010 | XRCO Awards | Фаворит основных СМИ для взрослых      | Н/Д                                   |
| 2023 | AVN Awards  | Зал славы AVN                          | Н/Д                                   |
| 2023 | XRCO Awards | Зал славы XRCO                         | Н/Д                                   |

## Фильмография
| Не порнофильмы | Не порнофильмы                                            | Не порнофильмы                     | Не порнофильмы                | Не порнофильмы | Не порнофильмы | Не порнофильмы | Не порнофильмы | Не порнофильмы | Не порнофильмы | Не порнофильмы | Не порнофильмы | Не порнофильмы | Не порнофильмы |
| Актриса        | Актриса                                                   | Актриса                            | Актриса                       | Актриса        | Актриса        | Актриса        | Актриса        | Актриса        | Актриса        | Актриса        | Актриса        | Актриса        | Актриса        |
| Год            | Русское название                                          | Оригинальное название              | Роль                          |                |                |                |                |                |                |                |                |                |                |
| -------------- | --------------------------------------------------------- | ---------------------------------- | ----------------------------- | -------------- | -------------- | -------------- | -------------- | -------------- | -------------- | -------------- | -------------- | -------------- | -------------- |
| 2007           | Хомо Эректус                                              | Homo Erectus                       | Cavegirl, в титрах не указана |                |                |                |                |                |                |                |                |                |                |
| 2009           | Девушка по вызову                                         | The Girlfriend Experience          | Челси / Кристина Браун        |                |                |                |                |                |                |                |                |                |                |
| 2009           | Кровавый монтаж                                           | Smash Cut                          | Эйприл Карсон                 |                |                |                |                |                |                |                |                |                |                |
| 2009           | C девяти до пяти: Рабочие будни порнозвезды               | 9to5: Days in Porn                 | камео                         |                |                |                |                |                |                |                |                |                |                |
| 2009           | Образ действия                                            | Modus Operandi                     |                               |                |                |                |                |                |                |                |                |                |                |
| 2010           | Выход                                                     | Quit                               | Mini Mart Clerk #2            |                |                |                |                |                |                |                |                |                |                |
| 2011           | Я устал от тебя                                           | I Melt with You                    | Рэйвен                        |                |                |                |                |                |                |                |                |                |                |
| 2011           | Новая эротика: Арт-секс революция                         | The New Erotic: Art Sex Revolution | камео                         |                |                |                |                |                |                |                |                |                |                |
| 2011           | Труп в белом саване дрожит, но продолжает принимать ванну | Pocong Mandi Goyang Pinggul        |                               |                |                |                |                |                |                |                |                |                |                |
| 2011           | Жизнь                                                     | Life                               | Сара                          |                |                |                |                |                |                |                |                |                |                |
| 2012           | Девушка из «Голого Глаза»                                 | The Girl from the Naked Eye        | Лена                          |                |                |                |                |                |                |                |                |                |                |
| 2012           | Что бы вы сделали…                                        | Would You Rather                   | Эми                           |                |                |                |                |                |                |                |                |                |                |
| 2013           | Изящная месть                                             | Skinny Dip                         | Холли Хэйвен                  |                |                |                |                |                |                |                |                |                |                |
| 2014           | Открытые окна                                             | Open Windows                       | Джилл Годдард                 |                |                |                |                |                |                |                |                |                |                |
| 2014           | Писака                                                    | The Scribbler                      | Банни                         |                |                |                |                |                |                |                |                |                |                |
| 2017           |                                                           | The Concessionaires Must Die!      | Film Snob                     |                |                |                |                |                |                |                |                |                |                |
| Продюсер       |                                                           |                                    |                               |                |                |                |                |                |                |                |                |                |                |

| 2006 | Fashionistas: Safado                            |
| 2006 | Twisted Vision 4                                |
| 2006 | Tight Teen Twats 2                              |
| 2006 | Teenstravaganza!                                |
| 2006 | Teenage Peach Fuzz 3                            |
| 2006 | Teenage Heartbreakers                           |
| 2006 | Share My Cock! 4                                |
| 2006 | Shane vs. Boz                                   |
| 2006 | Rich Little Bitch                               |
| 2006 | Razördolls                                      |
| 2006 | Pop Goes the Weasel                             |
| 2006 | Oral Supremacy                                  |
| 2006 | My First Porn 7                                 |
| 2006 | 50 to 15                                        |
| 2006 | Hellfire Sex.com                                |
| 2006 | Jack’s My First Porn 7                          |
| 2006 | Frat House Fuckfest 4                           |
| 2006 | Ron Harris.com-2                                |
| 2006 | In Thru the Back Door                           |
| 2006 | Drinking Her Own Piss                           |
| 2006 | I’m a Big Girl Now 6                            |
| 2006 | Tight Teen Twat 2                               |
| 2006 | Earl’s Naughty girls                            |
| 2006 | Illegal Ass 2                                   |
| 2006 | I Dig ‘Em in Pigtails 3                         |
| 2006 | House of Ass 3                                  |
| 2006 | Gang Bang My Face                               |
| 2006 | Fuck for Dollars 3                              |
| 2006 | Freaky First Timers 2                           |
| 2006 | Fashionistas Safado: The Challenge              |
| 2006 | Face Fucking, Inc.                              |
| 2006 | Daddy’s Little Princess 2                       |
| 2006 | Bring’um Young 23                               |
| 2006 | Control 4                                       |
| 2006 | Black Cock Addiction 2                          |
| 2006 | Feeding Frenzy 9 Jules Jordan Video             |
| 2006 | Belladonna: Fetish Fanatic 4                    |
| 2006 | Barely Legal 62                                 |
| 2006 | A2m 10                                          |
| 2006 | Ddgirls.com Digital Desire2                     |
| 2006 | 50 to 14                                        |
| 2006 | 2 Big 2 Be True 4                               |
| 2006 | 12 Nasty Girls Masturbating 8                   |
| 2006 | Assault That Ass 9                              |
| 2006 | Cum Fart Cocktails 5                            |
| 2006 | The Girl Next Door 2                            |
| 2006 | Sex Slaves 2                                    |
| 2006 | I Like Black Boys 1                             |
| 2006 | Sexual Freak 3 Shay Jordan                      |
| 2006 | Daddy’s Worst Nightmare 4                       |
| 2006 | Fuck Slaves                                     |
| 2006 | Swallow My Squirt 4                             |
| 2006 | Teenage Anal Princess 5                         |
| 2006 | Filth and Fury 1                                |
| 2006 | Smokin Hot                                      |
| 2006 | Sasha Grey Superslut                            |
| 2006 | Ron Harris.com                                  |
| 2006 | Stunners.com                                    |
| 2006 | Earls Miller.com                                |
| 2006 | Gang Bang 5                                     |
| 2006 | Slut Puppies 2                                  |
| 2006 | Suck It Dry 3                                   |
| 2006 | Sexual Freak 3                                  |
| 2006 | 2 is better ten 1                               |
| 2007 | White Chicks Gettin' Black Balled 22            |
| 2007 | Whack Jobs 2                                    |
| 2007 | Wet Food                                        |
| 2007 | Total Interactive Control of Sasha Grey         |
| 2007 | The Skin Trade                                  |
| 2007 | The Neighbors                                   |
| 2007 | The Doll House 3                                |
| 2007 | Teenage Whores 2                                |
| 2007 | Swallow My Children                             |
| 2007 | Strap Attack 6                                  |
| 2007 | Stimula                                         |
| 2007 | Squirt Gangbang                                 |
| 2007 | Squirt Facials                                  |
| 2007 | Spunk’d 7                                       |
| 2007 | Slam It! In a Slut                              |
| 2007 | Shay Jordan: Video Nasty                        |
| 2007 | Sex Toy Teens                                   |
| 2007 | Screen Dreams 2                                 |
| 2007 | Pussy Cats 2                                    |
| 2007 | POV Cock Suckers 5                              |
| 2007 | Performers of the Year                          |
| 2007 | Odd Jobs 2                                      |
| 2007 | Neighbor Affair 6                               |
| 2007 | Naughty Flipside                                |
| 2007 | Naughty Book Worms 7                            |
| 2007 | Naughty America 4 Her 3                         |
| 2007 | My First Porn 8                                 |
| 2007 | My Dirty Angels 8                               |
| 2007 | Meet the Fuckers 7                              |
| 2007 | Keep 'Em Cummin'                                |
| 2007 | In Your Face 4                                  |
| 2007 | Innocence: Brat                                 |
| 2007 | House of Ass 7                                  |
| 2007 | Head Case 2                                     |
| 2007 | Grand Theft Anal 11                             |
| 2007 | First Time Ball Busters                         |
| 2007 | Filth Cums First 3                              |
| 2007 | Feeding Frenzy 9                                |
| 2007 | Erotic Seductions                               |
| 2007 | Control 7                                       |
| 2007 | Bullets & Burlesque                             |
| 2007 | Blow Me Sandwich 11                             |
| 2007 | Bitchcraft 2                                    |
| 2007 | Best of Hush Hush: Sasha Grey & Barbie Cummings |
| 2007 | Barefoot Confidential 50                        |
| 2007 | Barefoot Confidential 49                        |
| 2007 | Asstravaganza 3                                 |
| 2007 | Anal Acrobats                                   |
| 2007 | All Alone 2                                     |
| 2007 | 2 Young to Fall in Love 4                       |
| 2007 | Broken                                          |
| 2007 | Flower’s Squirt Shower 5                        |
| 2007 | Babysitters                                     |
| 2007 | Throated 12                                     |
| 2007 | Casey Parker Is Boy Crazy                       |
| 2007 | Twisted Passions 2                              |
| 2008 | Women Seeking Women 46                          |
| 2008 | We Suck! POV Tag-Team Suck-Off                  |
| 2008 | Totally Fucked 2                                |
| 2008 | Top Ten                                         |
| 2008 | Teenage Whores 3                                |
| 2008 | Teenage Wasteland                               |
| 2008 | Swallow This 12                                 |
| 2008 | Strip Tease Then Fuck 10                        |
| 2008 | Stoya: Sexy Hot                                 |
| 2008 | Spunk’d 8                                       |
| 2008 | Slam It! In a Young Whore                       |
| 2008 | Shot Glasses                                    |
| 2008 | Shades of Romona                                |
| 2008 | Pure                                            |
| 2008 | P.O.V. Centerfolds 7                            |
| 2008 | Porn Week: Los Angeles Vacation                 |
| 2008 | Pop Goes the Weasel 2                           |
| 2008 | Playgirl: Sex Inferno                           |
| 2008 | Nurses                                          |
| 2008 | My Evil Sluts 3                                 |
| 2008 | Massive Facials                                 |
| 2008 | Lord of Asses 13                                |
| 2008 | Kiss Attack                                     |
| 2008 | King Cobra                                      |
| 2008 | Jack’s Teen America: Mission 22                 |
| 2008 | House of Jordan 2                               |
| 2008 | Hairy Movie                                     |
| 2008 | Girlvana 4                                      |
| 2008 | Girl Train                                      |
| 2008 | Fuck Slaves 3                                   |
| 2008 | Flying Solo                                     |
| 2008 | Fishnets 8                                      |
| 2008 | Finger Licking Good: Volume 5                   |
| 2008 | Evil Pink 4                                     |
| 2008 | Cum Buckets! 8                                  |
| 2008 | Circa '82                                       |
| 2008 | Bree & Sasha                                    |
| 2008 | Black Power 3                                   |
| 2008 | Bitchcraft 4                                    |
| 2008 | Apprentass 10                                   |
| 2008 | Anal Cavity Search 6                            |
| 2008 | Anal Acrobats 3                                 |
| 2008 | No Swallowing Allowed 13                        |
| 2008 | Once Upon a Crime                               |
| 2008 | House of Sex & Domination                       |
| 2008 | Sasha Grey’s Anatomy                            |
| 2008 | Soloerotica 10                                  |
| 2008 | Addicted 4                                      |
| 2008 | The Last Rose                                   |
| 2008 | Not Bewitched XXX                               |
| 2008 | Pirates II: Stagnetti’s Revenge                 |
| 2008 | One Wild & Crazy Night                          |
| 2008 | Fantasy All-Stars 9                             |
| 2009 | We Were of Innocence                            |
| 2009 | Tribade Sorority                                |
| 2009 | Top Ten 2                                       |
| 2009 | Throat: A Cautionary Tale                       |
| 2009 | The Seduction                                   |
| 2009 | The King of Coochie 4                           |
| 2009 | The F!ve                                        |
| 2009 | The Birthday Party                              |
| 2009 | Sun Goddess: Malibu                             |
| 2009 | Rough Sex                                       |
| 2009 | Real Wife Stories 6                             |
| 2009 | Out Numbered 5                                  |
| 2009 | Masturbation Nation 3                           |
| 2009 | Masturbation Nation                             |
| 2009 | I Wanna Bang Your Sister                        |
| 2009 | Fox Holes                                       |
| 2009 | Fly Girls                                       |
| 2009 | Face Invaders 4                                 |
| 2009 | Enter the Peepshow                              |
| 2009 | Don’t Make Me Beg                               |
| 2009 | Buttman’s Stretch Class 2                       |
| 2009 | Ass Eaters Unanimous 19                         |
| 2009 | Live in My Secrets                              |
| 2009 | Girls Girls Girls 2                             |
| 2009 | DreamGirlz 2                                    |
| 2009 | Tribade Sorority 2: Campus Life                 |
| 2009 | Sporty Girls 2                                  |
| 2009 | Secretary’s Day 3                               |
| 2009 | Nylons 5                                        |
| 2009 | This Ain’t Star Trek XXX                        |
| 2009 | When Ginger Met Nina: Girls' Night Out          |
| 2009 | Seinfeld: A XXX Parody                          |
| 2009 | Boundaries 6                                    |
| 2009 | Private Gold 107: Cheating Hollywood Wives      |
| 2010 | P.O.V. 26                                       |
| 2010 | North Pole #77                                  |
| 2010 | Love and Other Mishaps                          |
| 2010 | Lost                                            |
| 2010 | Fuck: Sasha Grey                                |
| 2010 | Deep Throat This 44                             |
| 2010 | Butt Sex Bonanza                                |
| 2010 | Мэлис в Лалаленде                               |

| Год  | Название       | Роль             | Примечания |
| ---- | -------------- | ---------------- | ---------- |
| 2010 | Красавцы       | играет саму себя | 7 сезон    |
| 2013 | В ночь с…      | играет саму себя | 1 сезон    |
| 2018 | Навстречу тьме | DJ на вечеринке  | 1 сезон    |

| Год  | Название             | Роль  | Примечание                     |
| ---- | -------------------- | ----- | ------------------------------ |
| 2009 | Порно для всей семьи | Триша | Эпизод: «Roadside Ass-istance» |

| Год  | Название                        | Роль           | Примечания  |
| ---- | ------------------------------- | -------------- | ----------- |
| 2011 | Saints Row: The Third           | Виола ДеВинтер | Озвучивание |
| 2015 | Saints Row: Gat out of Hell     | Виола ДеВинтер | Озвучивание |
| 2023 | Cyberpunk 2077: Phantom Liberty | Эш             | Озвучивание |